# Upplands runinskrifter 351
Upplands runinskrifter 351 är en vikingatida runristning på ett jordfast stenblock av granit i Solsta, Frösunda socken och Vallentuna kommun. Stenblocket är 2,2 gånger 1,8 meter. Runhöjden är 7-8 centimeter. Ristningen är inte signerad men är utan tvekan ristad av Visäte. Ristningen upptäcktes 1899 då betande hästar sparkade undan mossa från stenen.

## Inskriften
Translitterering av runraden:
' ke(t)il ' lit ' reisa ' stein ' aftʀ ' faþur ' sin ' uistein ' auk ' uikr ' koþ hialbi ' ant hans '  bona sin '
Normalisering till runsvenska:
Kætill let ræisa stæin æftiʀ faður sinn Vistæin ok Vigærðr/Vigʀ, Guð hialpi and hans, [at] bon[d]a sinn.
Översättning till nusvenska:
Kättil lät resa stenen efter sin fader Visten och Vigärd efter sin man. Gud hjälpe hans ande.